# آندرس فورمنتو
آندرس فورمنتو (انگلیسی: Andrés Formento؛ زادهٔ ۱۸ مهٔ ۱۹۸۴) بازیکن فوتبال اهل آرژانتین است.
از باشگاه‌هایی که در آن بازی کرده‌است می‌توان به باشگاه فوتبال یان رگنسبورگ و باشگاه فوتبال مدان اشاره کرد.